# 米哈伊尔·马利宁
米哈伊尔·谢尔盖耶维奇·马利宁（俄语： 1899年12月16日（12月28—1960年1月24日）苏联大将，苏军副总参谋长，1919年加入苏俄红军，参与俄国内战、苏芬战争和第二次世界大战，战后1945年至1948年担任苏军驻德集群参谋长和副司令，后参与镇压匈牙利1956年革命。